# Devarodes bupaloides
Devarodes bupaloides är en fjärilsart som beskrevs av Walker 1854. Devarodes bupaloides ingår i släktet Devarodes och familjen mätare. Inga underarter finns listade i Catalogue of Life.